# Тітіріджі оливковий
Тітірі́джі оливковий (Hemitriccus orbitatus) — вид горобцеподібних птахів родини тиранових (Tyrannidae). Ендемік Бразилії.

## Поширення і екологія
Оливкові тітіріджі мешкають на південному сході і півдні Бразилії, від південного сходу Мінас-Жерайсу і Еспіриту-Санту до крайнього північного сходу Ріу-Гранді-ду-Сул. Вони живуть у вологих рівнинних тропічних лісах. Зустрічаються на висоті до 600 м над рівнем моря.

## Збереження
МСОП класифікує стан збереження цього виду як близький до загрозливого. Оливковим тітіріджі загрожує знищення природного середовища.